# Storia di Mandello del Lario
Il territorio sul quale sorge la cittadina di Mandello del Lario è stato formato, nel corso dei millenni, dal torrente Meria (Neria per il geologo lecchese Antonio Stoppani) le acque del quale, scendendo dal gruppo delle Grigne, hanno portato a valle ingenti quantità di detriti, che, sempre più protendendosi verso il lago, hanno formato il cono di deiezione sul quale è sorto l'abitato.
Le frazioni collinose poggiano invece su strati morenici qui formati dal Ghiacciaio Abduano, la cui altezza, sull'attuale livello del lago (199 m) era di 1200 m. Di ciò fanno testo i massi erratici o "trovanti" sparsi lungo le propaggini della Grigna e in particolare sul versante nord dello Zucco di Sileggio, sopra Somana.
Dell'età Eneolitica è il ritrovamento di scheletri, ceramiche e oggetti litici nella "grotta del Maiale" siglata Lo- Co- 2373 nel territorio del Comune.
Nell'età del Ferro (VII secolo a.C.) il territorio mandellese viene occupato dalla prima invasione celtica. Mandello del Lario era, dunque, un insediamento di Galli, i cui resti sono stati ritrovati (soprattutto tombe, coppe e fibule, conservate ed esposte al museo nazionale di Zurigo) nel periodo 1840-45, in prossimità dell'ex setificio Keller, dall'omonimo paleontologo svizzero Ferdinando Keller. Altri sepolcri, realizzati con le pietre locali, sono venuti alla luce nella frazione di Gorlo (verso Somana) e in altre zone del paese. Si pensa che sullo sperone roccioso attualmente occupato dal santuario di Santa Maria esistesse un castelliere, villaggio preistorico fortificato costruito in luogo elevato, dal quale era possibile controllare tutte le vie di accesso: dal lago ai passi prealpini della Grigna.

## Età della romanizzazione (222 a.C. - 49 a.C.)
Poi, dopo la sconfitta a Casteggio (222 a.C.), vicino a Pavia, venne la colonizzazione dei Romani, guidati dal condottiero Marco Claudio Marcello, console dal 195 a.C.: questa ipotesi deriva dal fatto che l'urbanistica di Mandello Basso (zona a lago vicino alla chiesa di San Lorenzo) ha una disposizione tipicamente romana, ovvero un rigido schema rettangolare simile a quello di un accampamento romano. Mandello fu annoverata come "pagum", cioè area rurale, senza la presenza di "vici" (villaggi). In seguito, Roma stabilì nel "pagum Mandelli" – che deriva il nome da Mandela o Mandella, famiglia di origine romana della tribù Eufentina – un presidio militare, a sicurezza e difesa della colonia romana ivi vivente.
Nel 49 a.C. le popolazioni locali della Transpadana ottennero la concessione, su istanza di Cesare, della piena cittadinanza romana.

## Primi secoli d.C.
Le prime menzioni scritte che riguardano Mandello risalgono all'epoca dei Longobardi, dai quali fu classificata "corte regia", ossia terra di proprietà reale. Nel 603 il papa Gregorio I, probabilmente in seguito a una contesa con il re longobardo Agilulfo, cedette al conte di Angera tutte le corti regie del comitato di Milano fra le quali figurava anche Mandello.
Del 769 è la prima citazione di Mandello nella topografia nazionale.
Negli anni 770-772 venne fontato il Monastero di San Pietro da parte del re longobardo Desiderio, sorta su una preesistente cella del monastero pavese di San Pietro in Ciel d'Oro. Nell'833 il vescovo Leone si accordò con l'arcivescovo di Milano Angilberto II per la concessione al monastero di San Vincenzo in Prato di Milano del Monastero di San Pietro, oggi chiesa di San Lorenzo (in Abbadia Lariana).
Sono presenti tre torri: la prima in zona lago vicino alla chiesa chiamata "Torre pretoria", un torrione quadrato molto basso, a cui sono state tolte le merlature, attualmente adibito ad abitazione privata; la seconda, detta "Torre dei Lanfranconi", nella frazione montana di Rongio; infine, la terza nel nucleo abitato di Maggiana (oggi nota come Torre del Barbarossa), famosa poiché al suo interno si dice sia stata rinvenuta una lapide che testimonierebbe il passaggio, nell'anno 1158, dell'Imperatore di Germania Federico I di Hohenstaufen detto "il Barbarossa", il quale vi avrebbe pernottato e l'avrebbe utilizzata per osservare le battaglie navali, sul prospiciente ramo lecchese del Lago di Como, fra i Milanesi (alleati della Lega Lombarda) e i Comaschi (alleati del Barbarossa assieme a Mandello). A esse, si aggiungono le due torri presenti nei comuni limitrofi di Abbadia Lariana (detta "la Torraccia" ancora visibile ai bordi della S.S. 36, uscita Abbadia) e Lierna (detto "il Castello").
Nel periodo feudale, il borgo di Mandello divenne un contado rurale dell'alto Milanese, feudo comitale e residenza del conte o capitàneo della terra. I conti di Mandello trassero il cognome di famiglia dal nome del borgo: i Di Mandello (o Mandelli) è un casato antichissimo, di primaria nobiltà lombarda. Il castello feudale di Mandello era costituito dal fabbricato dalle mura quasi ciclopiche che s'elevava a guisa di baluardo sull'ampio promontorio nel punto più proteso nel lago. Il popolo lo chiamò la torre, ma la sua forma rettangolare, la sua ampiezza, l'uso al quale era adibito di residenza del feudatario e della guarnigione, lo facevano uno dei più fortificati castelli della Lombardia e il nome di torre gli si addiceva soltanto per la eccessiva altezza delle mura. Queste, dello spessore di qualche metro, erano da ogni parte solcate da numerose feritoie, bifore, trifore come ancora oggi è dato osservare nella torre campanaria della chiesa plebana di San Lorenzo. In alto, nella facciata verso il lago, la torre era munita di due aperture rettangolari a guisa di finestroni, dominanti tutto il lago da Lecco a Bellagio, mentre la sommità involtata e pianeggiante, permetteva l'accesso e l'osservazione anche dalla parte del territorio.

## 1200-1300
Della casata dei -da Mandello- sono diversi i discendenti che occuparono svariati incarichi di prestigio in molte località italiane; fra questi Rubaconte da Mandello è podestà di Bergamo nel 1229.
Nota la sua azione di vivo interesse per lo sviluppo delle miniere nelle valli Bergamasche. Nel 1237 è podestà di Firenze. Dante Alighieri lo ricorda nella Divina Commedia -Purgatorio- Canto XII- 34ª terzina- :" La ben guidata sopra Rubaconte": cioè il ponte che egli aveva fatto costruire sopra l'Arno.
La storia delle pievi locali risentì degli episodi storici che caratterizzarono la città di Como e i paesi del Lario, in particolare delle lotte che contrapposero fra di loro Como e Milano. A tal proposito Mandello si alleò dapprima coi milanesi, quindi coi comaschi, e fu in seguito a tali lotte che la pieve passò, non si sa se parzialmente o totalmente, sotto la giurisdizione della diocesi di Milano in un arco di tempo che va dal 1196 al 1300 circa.
In un documento risalente al 1285 l'arciprete di Mandello "Mediolanensis diocesis" compare in veste di delegato apostolico. Del 1288 è il capitolo della chiesa pievana di San Lorenzo passato entro il 1342 sotto il controllo del vescovo di Como.
Nello stesso anno, 1288, si pensa già esistesse la chiesetta di San Giorgio le cui origini risalgono probabilmente al 1000. Chiesa decorata poi nel 1400 da pitture murali di particolare significato che ancora offrono motivo d'ammirazione e di studio.

## 1300-1400
Nel 1311 Mandello fu invasa dalle truppe di Cressone Crivelli, a cui l'imperatore Enrico VII concesse in feudo Lecco e le zone limitrofe. Nel 1336 Lecco e Mandello passarono sotto il governo di Azzone Visconti. Sotto il suo dominio la vita pubblica conobbe un periodo di ordine e buona amministrazione. L'Azzone fece costruire a Lecco il ponte sull'Adda, il più importante simbolo commerciale e strategico del Ducato milanese. Nel 1342 Mandello dipendeva in modo stabile dalla diocesi di Como.
Il 13 febbraio 1398 vengono promulgati ufficialmente gli statuti per il borgo e la sua popolazione; il primo podestà è Giovanni De Bombelli, eletto.

## 1400-1500
Nel XV secolo fra' Bernardo da Mandello (morto il 2 ottobre 1493), noto predicatore dei Frati Minimi, probabilmente appartenuto alla famiglia Mandelli, vissuto a La Verna, muore in concetto di beatitudine.
Nello stesso periodo con il marmo nero di Olcio (frazione di Mandello), l'architetto Lorenzo Spazzi, già impegnato nella erezione del Duomo, erige quattro giganteschi pilastri nella Cattedrale di Como.
Nel 1429 il duca di Milano Filippo Maria Visconti (1402-1447) concede alla terra di Mandello alcuni privilegi che vengono confermati e accresciuti da Francesco Sforza nell'anno 1450.
Nel 1449 Bartolomeo Colleoni, condottiero delle truppe veneziane, occupa "Mandello, Bellano ed altre Castella della riviera di levante".
Nel periodo 1469-70 Mandello viene data in feudo a Tomaso Tebaldi da Bologna. I mandellesi con la Valsassina contrastano la cessione feudale.
Nel gennaio dello stesso anno il Colleoni si inoltra nella Valsassina: "a marce forzate raggiunge la riva orientale del lago di Como gettandosi sulle terre di Bellano, Mandello ed alcune altre". È in questo frangente che il borgo viene ulteriormente fortificato ed è concluso l'ampliamento di un vallo a cui, già nel 1444, risultano essere addossati due lati della casa dei disciplini di Santa Marta (attualmente compresa nel complesso della plebana di San Lorenzo).
Nel 1480 Mandello assieme a Bellano e Varenna, viene dato in feudo a Pietro II Dal Verme, conte di Bobbio, Voghera, Castel San Giovanni e tutta la val Tidone, Pieve di Incino e Valsassina, che muore avvelenato dalla moglie nel 1485, e il feudo di Mandello viene assegnato, non senza contrasti dei cittadini interessati, a Chiara Sforza, figlia di Galeazzo Maria Sforza, vedova Dal Verme.
Fra il 1488 fino oltre il 1500, Penci Cristoforo (De Pentis), nativo di Mandello, è notissimo stampatore in Venezia, e pubblica un'aggiornata edizione del "Nuovo Testamento" con gli stemmi di Savoia e di Francia affiancati a quelli del ducato milanese.
Nel 1494 Massimiliano d'Asburgo conferma il feudo di Mandello a Chiara Sforza, che sposerà Paolo Fregoso.
Nel 1495 Ludovico Maria Sforza detto "il Moro", reggente il ducato milanese, annette al ducato il feudo di Mandello e lo infeuda a Gaspare di San Severino, con altre terre.
Negli ultimi anni del Quattrocento le parrocchie di San Lorenzo in Mandello e di Sant'Abbondio in Olcio si arricchiscono di preziosissimi calici e croci processionali. Di questo periodo è lo scritto del comasco Paolo Giovio, vescovo di Nocera, nel quale è detto, nella scrittura latina del periodo alto medievale: "Mandellum oppidum positura, coelo, campis, ubertate nullis posferendum"-tratto da Larius-, non è secondo a nessuno per tante belle qualità.
Benedetto Giovio, fratello del predetto Paolo, scrive: "Il monte pure dietro Mandello abbonda di minerale dalle falde alla cima. Eravi un'antica miniera di piombo che ora abbandonossi coperta da una frana... e narrasi che il piombo, che di quella s'estrae, sia ricco di puro metallo...".
Nel 1499 le terre della Riviera orientale del Lario, con Mandello, vengono date in feudo a Marchesino Stanga, segretario di Ludovico il Moro.

## 1500-1600
In tre anni distinti [1500-(1508?)-1510], Leonardo da Vinci visita il Lago di Como e nel Codice Atlantico 214 v.e. fra l'altro scrive: "...e i maggior sassi scoperti che si truovano in questi paesi sono le montagnie di Mandello, visine alle montagnie di Leche (Lecco) e di Gravidonia (Gravedona). In verso Bellinzona a 30 miglia a Leco, è quelle di valle di Chiavenna; ma la maggiore è quella di Mandello la quale ha nella sua basa una busa di verso il lago, la quale va sotto 200 scalini e qui d'ogni tempo è ghiaccio e vento...".
Alcuni studiosi ritengono che per l'attraversamento del gruppo delle Grigne il grande Genio abbia effettuato il seguente percorso: Mandello, Somana, Valle di Era, bocchetta di Calivazzo e di Prada, Valle dei Mulini, Prato San Pietro (Mandello e Prato San Pietro, attualmente nel comune di Cortenova Valsassina, sono testualmente citati nel Codice Atlantico).
Nel 1513 Mandello tributa atto di fedeltà a Chiara Sforza che è reintegrata feudataria del territorio.
Nel XVI secolo e in quello successivo emerge in Rongio la famiglia Lafranconi o Lanfranconi la quale risulta essere proprietaria della locale torre medievale.
L'11 luglio 1520 papa Leone X con un'apposita bolla dà il suo assenso alla istituzione di un ospizio dei frati dell'ordine dei Minori, fondato in Mandello.
Nel 1532 nelle acque di Mandello si verifica un violento combattimento fra gli Sforzeschi e Gian Giacomo dei Medici, detto il "Medeghino", "furbescamente il Vistarino riuscì ad attirare il Medeghino in un'imboscata tra Mandello e Onno nella quale persero la vita Gabriele dei Medici fratello del Medeghino e del futuro Papa Pio IV".
Nel 1533 Paolo Fregoso, morta la moglie Chiara Sforza, vende tutti i diritti e i privilegi sulle terre di Mandello e altre al cremonese Francesco Sfondrati.
Con Carlo V d'Asburgo duca di Milano (1535), in Lombardia incomincia la dominazione spagnola che terminerà poi nel 1706.
Il 23 ottobre 1537 l'imperatore Carlo V conferma il feudo di Mandello e riviera al senatore cremonese Francesco Sfondrati. Detta famiglia manterrà l'investitura fino al 1788, anno in cui i Serbelloni faranno domanda per ottenere il Contado della Riviera (a cui apparteneva anche Mandello), ma l'anno successivo le leggi napoleoniche aboliscono ogni vincolo feudale.
La famiglia De Giorgi è fra le maggiori esponenti mandellesi fra il secolo XIV e XVI.
Nel 1593 il Vescovo di Como, Feliciano Ninguarda, visita la pieve di Mandello, lasciando un ricco diario della condizione delle chiese in quel momento. Commentando detta visita, lo storico Santo Monti ipotizza che presso il romitorio di Santa Maria vi fossero dei frati Benedettini e Templari. A questo proposito è opportuno ricordare che in frazione Palanzo, lungo la strada del Sasso esisteva ed esiste tuttora una "Ca' del Temp".

## 1600-1700
Gli Airoldi assurgono alla notorietà nel primo decennio del 1600; nel 1745 il conte Cesare costruisce un grande palazzo demolito 100 anni dopo nell'attuale piazza del mercato.
Nel 1600 incomincia la ristrutturazione della plebana di san Lorenzo, che implicò l'ampliamento dell'edificio descritto dalla visita pastorale del vescovo Feliciano Ninguarda. Sarà consacrata il 13 giugno 1613 dal Vescovo di Como, mons. Filippo Archinti. Nel 1629 Roberto Rusca, nel descrivere il paesaggio di Mandello, certifica: "Li passa un fiumicello -la rongia- quasi per il mezzo, che fa girare molte ruote di molini di grano et fa battere con i magli ferro et rame, folare – battere- panni di lana" (frazione Fula: da follatoio). Tra il 1630 -Peste Manzoniana- e il 1634 Mandello subisce la peste e i saccheggi delle truppe straniere in transito sul territorio, fra i quali, terribili, quelli ordinati dal duca di Rohan nel 1634. "Nel Seicento la pietra di Olcio e di Mandello (località Debbio) si vendeva a Milano a prezzo rilevante e con la stessa, nel Duomo della città, si fece il primo pavimento".

## 1700-1800
Nel 1700 il feudo mandellese con i circonvicini vengono conservati dalla reale camera austriaca, in quanto gli Sfondrati restano senza discendenza.
Il mandellese F.A.Zucchi, dottore in sacra teologia, è arciprete in Mandello dal 1777 al 1802. Durante il suo ministero subisce l'imperio di Napoleone Bonaparte. Nel 1784 fa impiantare il maestoso organo in San Lorenzo, tuttora funzionante. Muore nel 1814.
1740: Maria Teresa d'Austria co-reggente con il figlio Giuseppe II dominano in Lombardia. Ambrogio Zucchi scopre nel 1742 due miniere di piombo sui "Monti di Mandello" che verranno poi abbandonate. Mandello si contese militarmente Lierna con Varenna per oltre 250 anni, Lierna riuscì ad avere la propria indipendenza amministrativa nel 1743.
Nel 1746 (e non il 31 luglio 1725, come riporta erroneamente Oppidum Mandelli) nasce Giovanni Battista Zucchi, dell'ordine dei frati Minori; missionario in Cina, nel 1792 viene perfino nominato vescovo titolare di Croe e vicario apostolico di Chansi, oggi diocesi di Changzi. Dopo inenarrabili traversie e lungo martirio carcerario, muore il 25 giugno 1804. A lui è oggi dedicata una via in centro al paese.
Nel 1777 viene inaugurato il canale di Paderno così da rendere navigabile il corso dell'Adda da Lecco a Milano.
1780: in Lombardia il dominio austriaco è assunto da Giuseppe II. Nel 1788 alla vigilia della Rivoluzione Francese cessano i diritti feudali.
1790: Leopoldo II e Francesco II d'Austria reggono la Lombardia sino al 1796. Nel 1790 A.G. Della Torre di Rezzonico, scrivendo di Mandello, ricorda: " L'ingente Torre dei Mandellesi che ora senza difesa va in rovina di giorno in giorno... è di antichità certo venerabile... nel piccolo fiume che vi scorre davanti si vedono un mulino e officine destinate alla lavorazione del rame e del ferro. Vi erano anche fabbriche di scordassieri per la purga delle lane".
Successivamente Mandello subisce il dominio dei francesi e degli austriaci almeno fino al 1848, quando le idee rivoluzionarie prendono piede e in paese è istituito un comitato risorgimentale. 1796: Campagna d'Italia di Napoleone B. Nasce la Repubblica Cispadana. 1797: Nasce la Repubblica Cisalpina – adozione della bandiera tricolore.

## 1800-1900
Agli inizi dell'Ottocento vari avvenimenti storici vengono a toccare la realtà mandellese. Nel 1802 La Repubblica Cisalpina diventa Repubblica italiana. Nel 1805 La Repubblica italiana diventa Regno d'Italia. Nel 1809 avviene l'annessione di Abbadia, Linzanico e Rongio, seguiti da Olcio e Somana nel 1812. Nel 1814 avviene la restaurazione austriaca in Lombardia. Un anno più tardi, tutte le recenti unioni comunali vengono annullate.
Nel 1821 il governo austriaco autorizzò le prime elezioni municipali a Mandello per l'appena istituito Consiglio comunale. Nel 1824 il governo austriaco incomincia l'apertura della statale dello Spluga-Colico-Lecco, come strada di grande interesse militare, i lavori della quale termineranno nel 1832. Nel 1826 viene varato il primo piroscafo a vapore che naviga sul lago e che porta il nome di Lario.
Nel 1839 a Giorgio Enrico Falck sr. (1802-1886) ingegnere meccanico, "si deve tecnicamente il primo impianto di laminazione italiano", a Dongo. Avanzano i moti risorgimentali italiani.
Il 22 maggio 1848 i mandellesi si uniscono a una grossa colonna di volontari di Lecco che partono per la Valtellina col preciso scopo di proteggere il passo dello Stelvio; sono della partita alcuni componenti della famiglia Pini "gente solida", a Mandello fin dal 1300. Molti altri mandellesi partecipano alle Campagne di Garibaldi (vedi itinerario "Risorgimento mandellese" a cura dell'Archivio Comunale Memoria Locale.
Nel 1850 circa, la Badoni&Co. di Castello, Mandello e Bellano si pone alla testa dell'industria siderurgica italiana. Nello stesso anno, Carlo Ferrario fonda l'azienda che è sicuramente la più antica industria mandellese che si possa annoverare; ancora oggi produce fusi per la torcitura che per la loro altissima qualità sono conosciuti ed esportati in tutto il mondo. Nel 1859 diversi esponenti mandellesi, fra i quali i Confalonieri e i Pini, partecipano a tutte le battaglie risorgimentali.
Nello stesso periodo la famiglia Keller, di origine svizzera, gestisce lo stabilimento omonimo, ora velluttificio Redaelli. Nelle immediate vicinanze della Madonna di Debbio è attiva "una immane rupe di bel granito persichino dalla quale furono tagliate le otto colonne che in Como adornano il tempio del Crocifisso della S.Annunciata e ne sostengono le cupole". I vari componenti della famiglia Pini si distinguono nei moti risorgimentali. In questo periodo Mandello è prettamente agricola e gli annuari della diocesi di Como certificano che il numero dei bovini è di circa 1 100 unità al giorno d'oggi si è ridotto a una decina di capi. Mandello fu il primo comune lariano su cui sventolò la bandiera italiana.
Negli anni tra il 1860-66 cittadini mandellesi partecipano alla conclusione dei movimenti risorgimentali. Gli abitanti mandellesi sono 3118. Nel 1862 Enrico Falck (1827-1878) sposa Irene Rubini Falck che resterà vedova con i piccoli Luigia, Giorgio e Camilla. Il 24 novembre dello stesso anno, il Consiglio Comunale delibera il toponimo del paese in "Mandello del Lario", delibera approvata l'8 febbraio 1863 con R.D.
Nel 1871 gli abitanti mandellesi sono 3250. Nel 1877 è in attività la torcitura Panizza. Nel 1881 gli abitanti mandellesi sono 3 498. Nel 1879 si delibera il progetto per la linea ferroviaria Lecco-Colico; nel 1885 si realizza la linea ferroviaria Colico – Sondrio. Il 14 dicembre 1888 nasce a Mandello Alfredo Lanfranconi, padre del P.I.M.E. che il 1º luglio 1937 sarà nominato vicario apostolico, poi dal 1º gennaio 1955 vescovo di Taungngu in Birmania (+ 26 novembre 1959).
Del 1893 è l'installazione in Mandello del Velluttificio Redaelli (già Keller) che nella sua attività secolare diventerà noto per la varietà, qualità e ricchezza dei prodotti. Il 1º agosto 1894 entra in funzione la linea ferroviaria Bellano-Colico. Nello stesso periodo sono operanti i filatoi di Carugati e Ferrario e la filanda dei Semenza e Ravasi. Nel 1895 Antonio Carcano, proveniente da Maslianico, dove nel 1880 aveva incominciato la lavorazione dello stagno, si trasferisce a Mandello in località Maglio, nel comune di Somana. E utilizza l'alluminio per la lavorazione di carte metallizzate. Attualmente la ACM-Carcano Antonio S.p.a. per i suoi standard qualitativi ha una clientela di portata mondiale. 
Nel mentre, le famiglie Badoni e Falck operano industrialmente in Mandello.
Nel 1899 nasce il cavaliere di Vittorio Veneto Vincenzo Zucchi, storico mandellese che pubblica cinque versioni dell'"Oppidum Mandelli" negli anni 1931, 1946, 1959, 1979, 1990, (+ 1993).

## 1900-2000
All'inizio del XX secolo Mandello conta 3 619 abitanti.
Nel 1901 Clemente Gaddi nasce a Somana di Mandello; sarà vescovo di Nicosia, eletto arcivescovo titolare di Darni (con diritto di successione all'Arcidiocesi di Siracusa), quindi vescovo di Bergamo con titolo arcivescovile ad personam (+ 1993).
Nel 1902 sulla linea ferroviaria Lecco-Sondrio transita il primo elettrotreno d'Europa.
Il 22 maggio 1905 nasce Ambrogio De Battista, che si consacrerà alla missione con il P.I.M.E. e verrà elevato all'ordine episcopale in India il 13 dicembre 1951, divenendo vescovo il 19 marzo 1952 della diocesi di Vijayawada. Si dimetterà il 23 gennaio 1971 per motivi di salute e, di lì a pochi mesi, morirà il 15 dicembre.
Nel 1906 incomincia l'attività la pluripremiata fabbrica di grattugie Cantoni, tutt'oggi esistente ma in forma minore.
Padre Ambrogio Poletti del P.I.M.E. (1905 - 1973), nato a Somana, nel corso della sua missione in Hong Kong è detto "Portinaio della Cina" e "re dei nuovi territori" locali.
Nel 1911 gli abitanti mandellesi sono 3770 e nel 1921 sono 3859.
Nel febbraio 1921 nasce la Moto Guzzi. Il tecnico Carlo Guzzi, di origine milanese, realizza un prototipo di motocicletta con motore orizzontale. L'azienda assurge a fama mondiale per le sue circa 3400 vittorie rendendo celebre il nome di Mandello in tutto il mondo e questo non solo per le prestigiose moto, ma anche per le vittorie olimpiche e intercontinentali nel canottaggio, nell'alpinismo e in molteplici altre attività sportive.
Nel 1930 circa, Giorgio Enrico Falck jr. II (1866-1947) sviluppa l'azienda a livello europeo. Sarà Senatore del Regno d'Italia. Nel 1927 avvengono le annessioni di Olcio, Somana e Rongio. Milano in quel periodo conta un milione di abitanti, Mandello 4600 circa.
Nel 1931 gli abitanti mandellesi sono 4638 e nel 1935 è operante in paese il cinema teatro Odeon.
Il 16 novembre 1934, venendo incontro alle esigenze della popolazione che avvertiva come il cuore del paese si stesse spostando dalla zona a lago verso il centro e la montagna, viene eretta la parrocchia dedicata al Sacro Cuore di Gesù. A firmare il decreto fu il vescovo di Como Alessandro Macchi.
Nel 1936 gli abitanti mandellesi sono 5099.
Dal 1939 al 1945 si svolge il secondo conflitto mondiale che coinvolge anche il centro abitato di Mandello con la presenza di truppe straniere e tragici episodi fra il centro abitato e le propaggini delle Grigne. Alla cessazione del conflitto, i mandellesi riprendono con vigore le loro attività.
Nel 1940 nasce Dante Lafranconi. Sarà vescovo di Savona-Noli e di Cremona. Nello stesso anno incomincia l'attività il cinema teatro Sociale.
Nel 1946 l'ing. Luigi Buzzi, nel verificarsi del "miracolo italiano", fonda la CEMB, che nei decenni si afferma a livello mondiale nella produzione di macchine equilibratrici impiegate in tutti i campi dell'industria e nell'aerospaziale. È contemporanea la creazione da parte dell'ingegner Arturo Gilardoni della "Gilardoni raggi X".
Entrata in vigore il 1º gennaio 1948 la Costituzione della Repubblica Italiana, Enrico Falck II (1899-1953), laureato in Scienze agrarie, viene eletto Senatore della Repubblica italiana. La sua disponibilità nei riguardi della nostra cittadina è proverbiale tanto che "... elargisce, a Mandello, il carbon fossile per l'asilo centrale e quello di Tonzanico; per il ricovero parrocchiale, per la Casa della maternità e per la San Vincenzo...".
Nelle Olimpiadi di Londra 1948 lo storico "4 senza" della Canottieri Moto Guzzi vince il titolo olimpico; nello stesso periodo, in paese sorge il cinema teatro Astoria, oggi denominato Cinema Teatro Comunale Fabrizio De Andrè.
Nel 1951 gli abitanti mandellesi sono 6550 e, nel rapporto tra cittadinanza e attività produttive, la Mandello industriale risulta essere il primo comune a livello nazionale. Nello stesso anno la cittadina viene raggiunta dal metanodotto.
Nel 1956 il dottor Vittorino Gilardoni fonda la Gilardoni Cilindri. A Melbourne, in quell'estate australe (22 novembre – 8 dicembre), il glorioso "4 con" della Canottieri Moto Guzzi composto dagli operai Trincavelli, Vanzini, Winkler, Sgheiz e da Stefanoni al timone vince il titolo olimpico.
Nel 1961 gli abitanti mandellesi sono 8122, e nel territorio comunale sono operanti 350 imprese. Nel luglio dello stesso anno i mandellesi Gigi Alippi e Annibale Zucchi, guidati da Riccardo Cassin, unitamente ad altri tre alpinisti conquistano il monte Mckinley (6168 m), in Alaska.
Nell'agosto 1962 il mandellese Pier Lorenzo Acquistapace è presente nella prima cordata italiana, che vince la parete nord dell'Eiger (3970 m), nella Jungfrau in Svizzera.
Nel 1971 gli abitanti mandellesi sono 9321 che nel 1981 salgono a 9791 e nel 1991 a 9895.
Nel 1992 nasce la nuova Provincia di Lecco e Mandello figura fra le prime cinque cittadine più popolate.
Nel 1992 viene fondato in paese, presso il bar di piazza Roma, il S.U.S.G.I. (Sheffield United Supporter's Group Italia), che riunisce quasi una sessantina di tifosi dell'omonima squadra di calcio inglese dei Blades. L'iniziativa è riconducibile a Mark Fletcher (1964-2002), un inglese trasferitosi a Mandello, dove ha portato la passione per la squadra che tifava.
Nel giugno 1996 viene inaugurato il Centro Diurno Anziani, intitolato a Giorgio e Irene Falck.
Uno storico locale, il cavaliere di Vittorio Veneto Vincenzo Zucchi, ha scritto un libro intitolato "Oppidum Mandelli", che racconta dettagliatamente la storia del paese dalle origini fino ai giorni nostri.

## 2000-2100
Il 24 settembre 2001 il Consiglio comunale, dopo aver attentamente esaminato una petizione formulata da circa 1.300 cittadini contrari all'ipotesi, dà il via libera allo svincolo sulla Superstrada (Strada Statale 36), con ingresso e uscita nella frazione di Maggiana. Dell'opera se ne parlava sin dagli anni ottanta. Il costo dei lavori, 600 milioni di lire, è accollato interamente alla società Agip, che avrebbe costruito un'area di servizio rifornimento. All'epoca, si parlava di realizzare l'opera in un paio di anni (2003). A oggi l'opera è quasi a metà e, comunque, non completata.
Nel 2004 la Moto Guzzi entra a far parte del gruppo Piaggio e, l'anno successivo, Daniele Bandiera ne diventa l'amministratore delegato. Sempre nel 2005 viene a mancare, all'età di 94 anni, l'ingegner Giulio Cesare Carcano, autore del famoso "Otto cilindri" e del motore bicilindrico a V trasversale di 90°, il twins, quello che, con le dovute modifiche culminate nell'8 valvole con camme in testa, è montato tutt'oggi sulle Moto Guzzi.
Nel 2006 viene fondato l'Archivio Comunale della Memoria Locale, con sede presso la Struttura n.3 del Comune (nei locali sotto il Centro Diurno Anziani), che nel maggio 2013 diventa ufficialmente associazione e organizzazione di volontariato. Attualmente il presidente è la professoressa Simonetta Carizzoni, che coordina l'ACML sin dalla nascita.
Nel novembre 2009 viene inaugurata la casetta dell'acqua, in via Fratelli Pini Garibaldini, dietro la piazza del Municipio.
Nel settembre 2010 è stato inaugurato il Torchio di Somana, con rivalorizzazione dell'antico edificio.
A fine settembre 2010 viene inaugurata la nuova mensa delle scuole medie Alessandro Volta, in via Risorgimento: può ora ospitare 169 ragazzi in contemporanea.
Il 12 febbraio 2011 vengono inaugurate le nuove sale polifunzionali presso il Lido comunale, che diventeranno, nel giro di poco tempo, l'una un luogo adibito per mostre e l'altra il luogo di allenamento per gli atleti della Canottieri Moto Guzzi.
Il 30 aprile 2011 viene inaugurata la nuova sede del Gruppo Amici Luzzeno (GAL), che viene affidata in concessione per 30 anni, e del nuovo parcheggio, sopra alla sede stessa.
Il 15 maggio 2011 ha fatto tappa in paese l'undicesima edizione degli Special Olympics, i giochi olimpici per atleti diversamente abili, organizzati dall'assessorato allo Sport e dalla sezione Arcobaleno della Polisportiva Mandello.
Nell'aprile 2012, il Consiglio comunale approva (con 17 voti su 20 e su proposta di 476 cittadini adulti) la nascita del registro telematico e cartaceo per il testamento biologico, primo Comune della Provincia di Lecco ad adottare un tale provvedimento.
Nell'aprile 2013 avviene un passaggio epocale: il Soccorso degli Alpini "Ten. Gildo Molteni" ha un nuovo presidente, Giancarlo Alippi, fino a quel momento vicepresidente. Lo storico presidente, il cavalier Luigi Conato lascia la presidenza, dopo 33 anni di onorato impegno a servizio dell'associazione mandellese, per assumere la carica di presidente onorario.
Il 7 aprile 2013 viene inaugurato, alla presenza di numerose autorità civili e di personaggi del mondo della vela, il nuovo parcheggio di Prà Magno e viene intitolato, come piazzale, alla memoria di Alfio Peraboni, campione olimpico di vela, alla presenza della figlia.
Il 13 luglio 2011 una potente tromba d'aria è transitata sul paese, creando il panico e numerosi disagi: alcune piante abbattute, soprattutto sul lungolago, in particolare al Lido comunale; alcuni tetti scoperchiati dalle rispettive abitazioni; in alcuni punti del paese l'asfalto è stato sollevato, creando buche pericolose.
Il 17 luglio 2012 viene a mancare il professor Riccardo Zelioli, nato il 14 ottobre 1911, presidente della Carcano Antonio Spa, ma soprattutto riconosciuto in paese come noto filantropo e magnate, sempre dedito alle realtà culturali, sociali e sportive del paese, che non ha mai mancato di sostenere, anche economicamente, in tutti gli anni della sua prestigiosa presidenza.
Il 29 luglio 2013, a poco più di due anni di distanza, un'altra violenta tromba d'aria si abbatte a metà mattinata sul paese: un muro d'acqua e d'aria ha causato numerosi danni, soprattutto nella zona a lago. Uno dei secolari alberi, collocati in piazza Garibaldi (Gera), si è addirittura abbattuto su una macchina, parcheggiata: fortunatamente non c'era nessuno a bordo, perché i proprietari, due turisti, erano in un locale delle vicinanze.
Il 7 settembre 2014, con una cerimonia ben riuscita, viene intitolata la sala civica di Molina alla memoria di Giovanni Poletti, un giovane ventunenne mandellese che, durante la Seconda Guerra Mondiale, venne ucciso, in quanto partigiano, in località Neri (tra Rongio e Luzzeno) il 25 agosto 1944 dai soldati nazifascisti. Oggi i suoi resti riposano nel cimitero di Somana. Il suo sacrificio venne poi ricordato con l'intitolazione anche della Brigata Cacciatori delle Grigne in 89ª Brigata Poletti.
Il 13 settembre 2014, alla presenza di numerose autorità civili (anche dei comuni limitrofi di Abbadia Lariana e Lierna) e militari, viene inaugurata la nuova autorimessa del Soccorso degli Alpini "Ten. Gildo Molteni".
Nel novembre 2014 la nota "Villa delle Rose", sulla Strada Provinciale 72, è divenuta "Villa Lario", con alcuni lavori di ristrutturazione e ampliamento della sala da pranzo. Durante l'Expo 2015, essa ospiterà la sede ufficiale di Euro-Tocques International, associazione che raccoglie i migliori chef internazionali e presieduta, a livello europeo e dal 12 gennaio 2015 da Enrico Derflingher, noto chef originario di Varenna. In questo ambito "Villa Lario" sarà punto di riferimento per capi di Stato, membri di famiglie reali e personalità illustri, unitamente a chef stellati e di fama internazionale provenienti da vari Paesi europei.
Il 25 gennaio 2015 viene inaugurata una nuova via in frazione Somana, dedicata a don Giuseppe Peduzzi, storico parroco della frazione (1901-1954).
Il 7 marzo 2015 viene inaugurato il nuovo spazio comunale, nella frazione di Rongio, dedicato a don Lorenzo Milani: in esso è compreso un campo di calcio in erba sintetica e un'area attrezzata con un canestro per il gioco del basket.